# Radonjić-tó
A Radonjić-tó egy mesterséges tó Koszovóban. A tó 5,06 négyzetkilométernyi felületű, amellyel a második legnagyobb tó Koszovóban a Gazivoda-tó után. A víztároztó 4,7 kilométer hosszú és 30 méter mély. 
A tó volt a helyszíne a Radonjić-tavi mészárlásnak, amely 1998 szeptember 9-én történt és 34, vagy 39 ember életét követelte.

## Fordítás
Ez a szócikk részben vagy egészben  a   Radonjić Lake című angol Wikipédia-szócikk ezen változatának fordításán alapul.  Az eredeti cikk szerkesztőit annak laptörténete sorolja fel. Ez a jelzés csupán a megfogalmazás eredetét és a szerzői jogokat jelzi, nem szolgál a cikkben szereplő információk forrásmegjelöléseként.